# 坂井信三
坂井 信三（さかい しんぞう、1951年- ）は日本の社会人類学、文化人類学者、南山大学名誉教授。
1975年南山大学文学部人類学科卒業。78年東京都立大学大学院社会科学研究科社会人類学専攻博士課程中退。2001年「マンデのイスラーム その伝統形成と変革の人類学的研究」で都立大社会人類学博士。南山大学助教授、教授を経て名誉教授。専攻は西アフリカの歴史人類学。

## 著書
- 『イスラームと商業の歴史人類学　西アフリカの交易と知識のネットワーク』(世界思想社、2003年)

### 編書
- 『国際理解にやくだつ世界の神話〈6〉アフリカの神話』（ポプラ社、2000年）

### 訳書
- M.グリオール『水の神――ドゴン族の神話的世界』（竹沢尚一郎共訳、せりか書房、1981年）
- M.グリオール、G.ディテルラン『青い狐――ドゴン族の宇宙哲学』(せりか書房、1986年)
- モーリス・レーナルト『ド・カモ―メラネシア世界の人格と神話』(せりか書房、1990年)